# Terminal C (Metro de Boston)
Terminal C  es una estación de tránsito rápido en la línea Plata del Metro de Boston. La estación se encuentra localizada en la Terminal C del Aeropuerto Internacional Logan en Boston, Massachusetts. La estación Terminal C fue inaugurada el 17 de diciembre de 2004. La Autoridad de Transporte de la Bahía de Massachusetts es la encargada por el mantenimiento y administración de la estación. Esta estación forma parte de la sublínea SL1

## Descripción
La estación Terminal C cuenta con aceras para los pasajeros. 

## Conexiones
La estación es abastecida por las siguientes conexiones: 
- Rutas de autobuses: ninguna